# Beeston (Leeds)

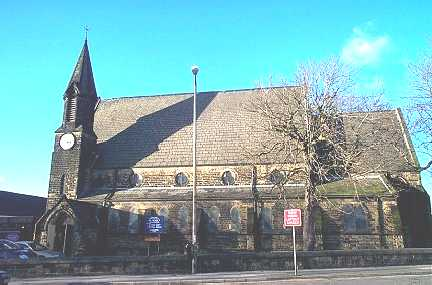
Vista de Beeston.

Beeston es un suburbio de Leeds en West Yorkshire, Inglaterra, ubicado en una colina a unas 2 millas (3 km) al sur del centro de la ciudad.
En este barrio, concretamente en Elland Road, se ubica el estadio del club de fútbol Leeds United. También allí se encuentra el Centro John Charles para el deporte.
Por otra parte, dos de los cuatro terroristas de Londres 2005 eran de Beeston.